# Far from the Madding Crowd (boek)
Far from the Madding Crowd is een roman uit 1874 van de Engelse schrijver Thomas Hardy. Het was zijn vierde roman en het werk wordt algemeen beschouwd als zijn beste tot op dat moment, hoewel Henry James de roman destijds fel bekritiseerde in een recensie voor 'The Nation': "...the work has been distended to its rather formidable dimensions by the infusion of a large amount of conversational and descriptive padding and the use of an ingeniously verbose and redundant style. It is inordinately diffuse, and, as a piece of narrative, singularly inartistic. The author has little sense of proportion, and almost none of composition (...) The only things we believe in are the sheep and the dogs". Desalniettemin betekende het Hardy's definitieve doorbraak als romanschrijver, en de opbrengst stelde hem in staat in het huwelijk te treden. De eerste publicatie vond plaats in het Cornhill Magazine tussen januari en december 1874.

## Titel
De titel is ontleend aan een gedicht van Thomas Gray: Elegy Written in a Country Churchyard:
Far from the madding crowd's ignoble strife
Their sober wishes never learn'd to stray;
Along the cool sequester'd vale of life
They kept the noiseless tenor of their way.
De titel geeft aan dat het verhaal zich afspeelt op het rustige platteland, ver van de drukte van de grote stad. Het was het eerste verhaal dat Hardy liet spelen in het fictieve graafschap Wessex.

## Samenvatting
Bathsheba Everdene erft de boerderij van haar oom en begint daarmee haar eigen bedrijf als onafhankelijke boerin. Gabriel Oak, die Bathsheba als eerste zijn liefde verklaart, is zijn zelfstandigheid als schaapsherder kwijtgeraakt en werkt nu voor haar. Bathsheba’s buurman Boldwood koestert ook liefde voor haar, maar zij valt voor de charmante en knappe militair Sergeant Troy, die overigens zijn vriendin Fanny Robbin met hun kind heeft verlaten. Bathsheba trouwt met Troy, maar betreurt dat al spoedig als zij achter zijn trouweloosheid komt. Fanny Robbin is aan de bedelstaf geraakt, en sterft aan tuberculose in het armenhuis. Omdat Robbin ooit bij het huishouden van Bathsheba hoorde wordt zij hier opgebaard. Troy treft Bathsheba in een zeer emotionele staat aan bij de kist van Fanny, en uiteindelijk verlaat Troy haar en doet het voorkomen alsof hij verdronken is. Nu Bathsheba weduwe lijkt, gaat zij in op de avances van Boldwood. Dan duikt Troy echter weer op om zijn vrouw op te eisen. De wanhopige Boldwood schiet hem dood, verliest zijn verstand en wordt opgesloten. Bathsheba trouwt ten slotte met Gabriel Oak.

## Film
Het boek werd reeds een eerste maal verfilmd in 1915 en vervolgens in 1967 verfilmd onder regie van John Schlesinger, met in de hoofdrollen Julie Christie, Alan Bates en Terence Stamp.
In 1998 werd het voor ITV verfilmd onder regie van Nicholas Renton met Paloma Baeza, Nigel Terry, Nathaniel Parker en Jonathan Firth in de hoofdrollen. In 2015 werd het boek opnieuw verfilmd, deze film werd geregisseerd door Thomas Vinterberg, met onder andere Carey Mulligan en Matthias Schoenaerts in de hoofdrollen.

## Nederlandse vertaling
- Ver van het stadsgewoel, vert. Marcel Otten, 2016